# Los visitantes (serie de televisión de 2019)
Los visitantes (en inglés, Beforeigners) es una serie de televisión noruega de ciencia ficción estrenada el 21 de agosto de 2019 en HBO Nordic. Es la primera serie producida por HBO Europe en noruego. Está creada y escrita por Eilif Skodvin y Anne Bjørnstad, y dirigida por Jens Lien. En septiembre de 2020, HBO confirmó la renovación para una segunda temporada de seis episodios.

## Argumento
Beforeigners se desarrolla tiempo después del inicio de un acontecimiento a nivel global, que implica el regreso físico de habitantes noruegos del pasado.

Un equipo de la policía noruega integrado por un hombre contemporáneo y una mujer vikinga multi-temporal, investigarán los casos policiales relacionados con los retornados.

## Elenco y personajes
- Nicolai Cleve Broch como Lars Haaland
- Krista Kosonen como Alfhildr Enginnsdóttir
- Ágústa Eva Erlendsdóttir como Urðr Sighvatsdóttir
- Eili Harboe como Ada / Trine Syversen
- Stig Henrik Hoff como Tommy / Thorir Hund
- Kyrre Haugen Sydness como Gregers Nicolai Schweigaard
- Agnes Kittelsen como Marie Gran
- Ylva Bjørkås Thedin como Ingrid Haaland
- Oddgeir Thune como Navn Ukjent
- Jóhannes Haukur Jóhannesson como Kalv Torbjørnsson
- Veslemøy Mørkrid como Othilia
- Jeppe Beck Laursen como Skjalg Egilsson
- Herbert Nordrum como Holger Caspersen
- Tobias Santelmann como Olav Digre
- Odd-Magnus Williamson como Jeppe
- Mikkel Bratt Silset como Neighbour

## Episodios
| Temporada | Temporada | Episodios | Episodios | Emisión original       | Emisión original         | Emisión original |
| Temporada | Temporada | Episodios | Episodios | Primera emisión        | Última emisión           | Cadena           |
| --------- | --------- | --------- | --------- | ---------------------- | ------------------------ | ---------------- |
|           | 1         | 6         | 6         | 21 de agosto de 2019   | 25 de septiembre de 2019 | HBO Europe       |
|           | 2         | 6         | 6         | 5 de diciembre de 2021 | 2 de enero de 2022       | HBO Max          |

### Primera temporada (2019)
| N.º en serie | N.º en temp. | Título       | Dirigido por | Escrito por                    | Fecha de emisión original |
| ------------ | ------------ | ------------ | ------------ | ------------------------------ | ------------------------- |
| 1            | 1            | «Episodio 1» | Jens Lien    | Eilif Skodvin y Anne Bjørnstad | 21 de agosto de 2019      |
| 2            | 2            | «Episodio 2» | Jens Lien    | Eilif Skodvin y Anne Bjørnstad | 21 de agosto de 2019      |
| 3            | 3            | «Episodio 3» | Jens Lien    | Eilif Skodvin y Anne Bjørnstad | 28 de agosto de 2019      |
| 4            | 4            | «Episodio 4» | Jens Lien    | Eilif Skodvin y Anne Bjørnstad | 4 de septiembre de 2019   |
| 5            | 5            | «Episodio 5» | Jens Lien    | Eilif Skodvin y Anne Bjørnstad | 11 de septiembre de 2019  |
| 6            | 6            | «Episodio 6» | Jens Lien    | Eilif Skodvin y Anne Bjørnstad | 18 de septiembre de 2019  |

### Segunda temporada (2021-2022)
| N.º en serie | N.º en temp. | Título       | Dirigido por | Escrito por                                     | Fecha de lanzamiento original |
| ------------ | ------------ | ------------ | ------------ | ----------------------------------------------- | ----------------------------- |
| 7            | 1            | «Episodio 1» | Jens Lien    | Eilif Skodvin, Anne Bjørnstad y Harald Mæle Jr. | 5 de diciembre de 2021        |
| 8            | 2            | «Episodio 2» | Jens Lien    | Eilif Skodvin, Anne Bjørnstad y Harald Mæle Jr. | 5 de diciembre de 2021        |
| 9            | 3            | «Episodio 3» | Jens Lien    | Anne Bjørnstad y Eilif Skodvin                  | 12 de diciembre de 2021       |
| 10           | 4            | «Episodio 4» | Jens Lien    | Anne Bjørnstad y Eilif Skodvin                  | 19 de diciembre de 2021       |
| 11           | 5            | «Episodio 5» | Jens Lien    | Anne Bjørnstad y Eilif Skodvin                  | 26 de diciembre de 2021       |
| 12           | 6            | «Episodio 6» | Jens Lien    | Anne Bjørnstad y Eilif Skodvin                  | 2 de enero de 2022            |

## Producción
Después de crear la serie Lilyhammer, Anne Bjørnstad y Eilif Skodvin decidieron explorar ideas de ciencia ficción. Skodvin sugirió el concepto central de «refugiados que llegan, no desde un lugar diferente, sino desde tiempos diferentes». La historia fue construida en torno a ese concepto, con dos personajes principales, Lars y Alfhildr, elegidos desde el principio. Los creadores se inspiraron en series como True Love, District 9, y la historia en sí fue influenciada por The Leftovers y clásicos de ciencia ficción como Un mundo feliz y 1984.
La actriz finlandesa Krista Kosonen no entendía el noruego, así que tuvo que aprender el idioma, además del nórdico antiguo, para el papel.
El rodaje tuvo lugar en Oslo y Lituania.